# Атри, Жак
Жак Атри (12 февраля 1742, Страсбург — 30 ноября 1802, Париж) — французский военачальник, дивизионный генерал, в годы революционных войн возглавлявший ряд армий.

## Биография
Сын гвардейского артиллериста. В ранней юности поступил в армию, но только в 1767 году стал лейтенантом, а в 1778 году — капитаном. Служил на Корсике и во французских колониях в Индии. В 1792 году был произведён в подполковники, но вскоре уволен со службы.
В 1793 году генерал Атри был восстановлен на службе и направлен в Рейнскую армию. 1 сентября 1793 года стал начальником штаба дивизии Муннье, 26 ноября того же года был повышен до бригадного генерала. С 1794 по 1797 года Атри, произведённый в дивизионные генералы, был одним из ключевых участников боевых действий на востоке Франции. Он служил в Северной, Арденнской, Мозельской, Самбра-Маасской армиях, возглавлял армию Майнца, затем сменил генерала Жубера во главе войск, дислоцированных в Голландии. В 1799 году он командовал дивизией во французской армии Италии. После учреждения французского Сената (1799), стал одним из первых сенаторов, но скончался через несколько лет.
Маршал Журдан характеризовал Атри следующим образом: «Заслуженный офицер, Атри поддерживал в войсках порядок и дисциплину и заботливо следящий за их обучением; он не раз командовал тремя и даже четырьмя дивизиями, и возглавлял армию во время моего отсутствия; это человек с благородным характером и хороший республиканец».
Имя генерала Атри написано на северной стороне Триумфальной арки в Париже.